# Favelas na cidade de São Paulo

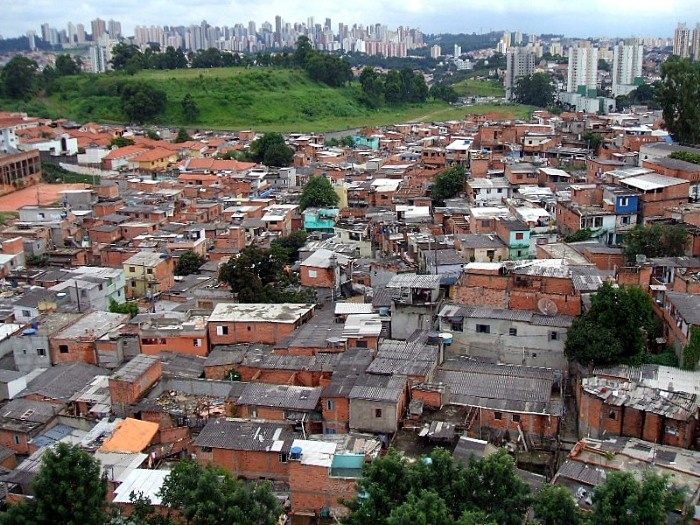
Favela do Jardim Jaqueline, na Zona Oeste de São Paulo.

O processo de favelização na cidade de São Paulo teve início na década de 1940, tendo sido substancialmente acelerado nas décadas seguintes em função, sobretudo, do enorme fluxo de migrantes vindos de outras regiões do Brasil em busca de trabalho e melhores condições de vida. Atualmente, a cidade de São Paulo concentra a maior quantia de favelas do Brasil.
Em 2007, conforme um estudo realizado em conjunto pela prefeitura de São Paulo com a organização internacional Aliança de Cidades, financiada pelo Banco Mundial, a capital paulista possuía 1.538 favelas, ocupando um território de 30 quilômetros quadrados. Segundo esse mesmo estudo, o número de famílias vivendo nas favelas da cidade era de 400 mil, congregando um total estimado entre 1,6 e 2 milhões de pessoas, ou aproximadamente 16% da população da cidade.
Segundo dados de 2000, somando-se a população favelada aos moradores de cortiços e demais residências irregulares, mais da metade dos paulistanos vive em habitações classificadas como "submoradias". No entanto, de acordo com dados oficiais do Censo de 2010, coletados pelo Instituto Brasileiro de Geografia e Estatística (IBGE), cerca de 11% da população da cidade de São Paulo. Em sua região metropolitana, 2.162.368 de pessoas moram em "assentamentos subnormais", a definição do governo para classificar as favelas, o que corresponde a 11% da população da metrópole.

## Características

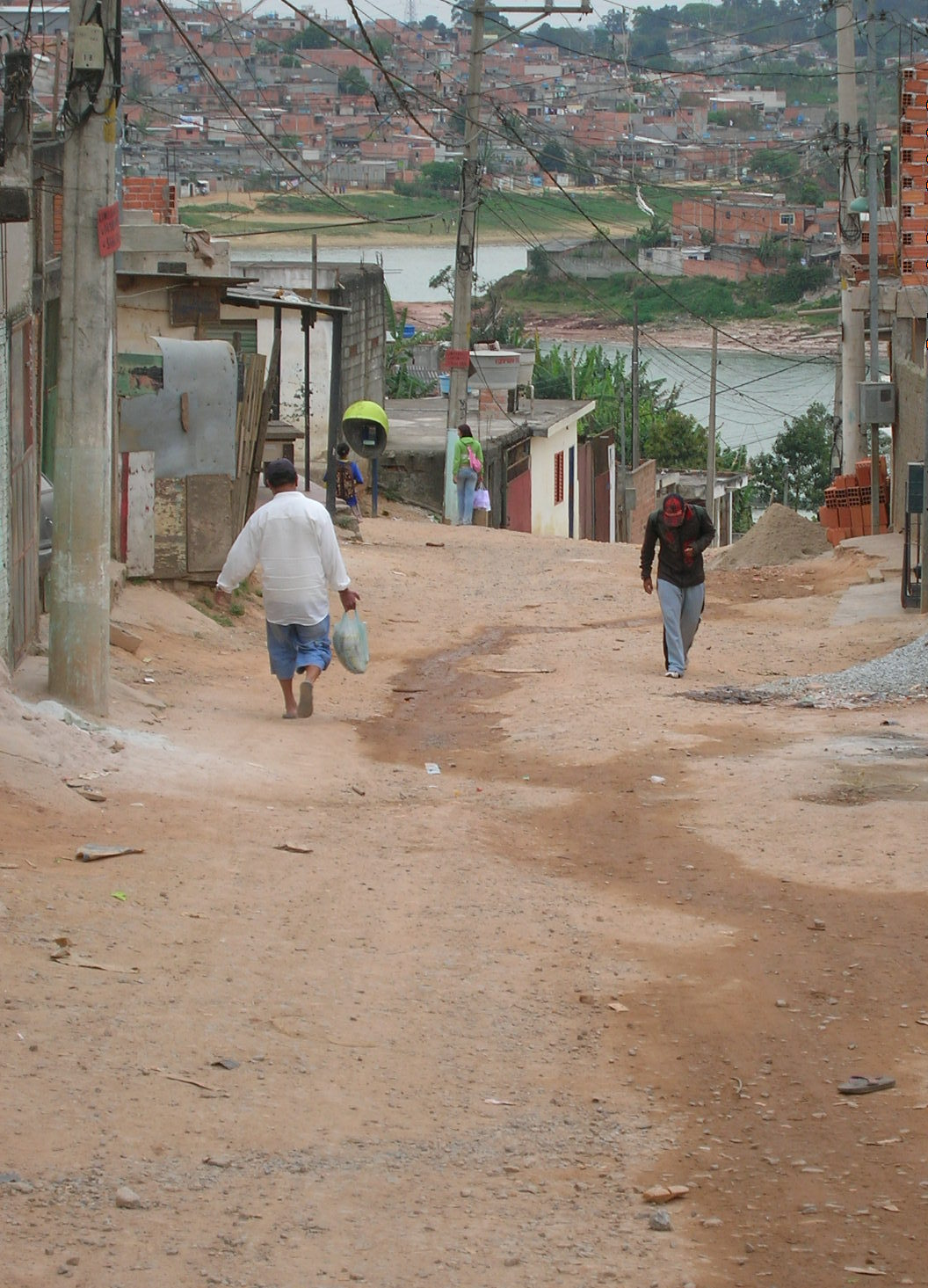
Favela Cantinho do Céu, localizada no Grajaú, Zona Sul.

As favelas constituem um dos mais graves problemas sociais da cidade de São Paulo, pois expõem parcela considerável de sua população a péssimas condições de habitação, seja do ponto-de-vista da ausência de serviços de infra-estrutura, seja pelas condições de segurança dos imóveis (frequentemente em risco de desmoronamento, inundação, incêndio, etc.), seja pelas condições insatisfatórias de salubridade, expondo os moradores ao risco de contrair diversas moléstias (além dos riscos advindos, em alguns casos, da poluição por resíduos industriais e contaminação por material radioativo). Considerando o entorno dessas submoradias, a precariedade também se manifesta na escassez da oferta de serviços públicos, com falta de equipamentos de saúde, educação, cultura, lazer e transportes. A população favelada também é mais vulnerável a diversas formas de violência e desrespeito ao princípio da dignidade humana. Não raramente, as favelas paulistanas concentram elevadas taxas de homicídio e diversos outros crimes, além de atividades relacionadas com o tráfico de drogas.
Embora o fluxo migratório em direção a São Paulo tenha sido significativamente reduzido nas últimas décadas, as favelas paulistanas continuam a registrar taxas elevadas de crescimento vegetativo. O mencionado estudo de 2007 constatou um aumento de 38% da população favelada da cidade em comparação a um outro estudo realizado quatro anos antes. Em 2008, o aumento da população das favelas paulistanas foi de 4%, duas vezes superior ao crescimento vegetativo da cidade, segundo dados da Secretaria Municipal da Habitação. Apesar disso, a área ocupada se manteve praticamente igual, o que indica um fenômeno de "inchaço" e um significativo aumento da densidade demográfica nas favelas da cidade. O crescimento da população residindo em favelas em São Paulo contrasta com a situação do Brasil. O país conseguiu reduzir em 16% o número de pessoas morando em favelas entre os anos 2000 e 2010.
Atualmente as favelas estão localizadas principalmente na Zona Sul (796), seguido pelas zonas: Norte (373), Leste (372), Oeste (91) e Central (4). As subprefeituras que apresentam maior quantidade de comunidades são: Campo Limpo (186), M'Boi Mirim (172), Socorro (125), Cidade Ademar (123) e  Freguesia do Ó/Brasilândia (105).
Segundo levantamento feito pelo jornal O Estado de S. Paulo em 2011, com informações da Secretaria Municipal da Habitação, há aproximadamente 22 favelas localizadas em áreas nobres da cidade, algumas delas possuem mais de 5 décadas de existência. A maioria está localizada no vetor sudoeste, nos bairros de Vila Mariana, Campo Belo, Planalto Paulista, Itaim Bibi, Aclimação, Brooklin e Vila Madalena. Por situarem-se em ruas estreitas, longe das grandes avenidas, passam desapercebidas da população em geral.

## História
A cidade de São Paulo sempre teve parte de sua população vivendo em condições precárias de habitação. Já na segunda metade do século XIX, relatórios produzidos pelo poder público municipal apontavam para a precariedade dos cortiços insalubres que circundavam bairros centrais da cidade. A preocupação maior por parte das autoridade municipais à época era que as epidemias e pestes então circunscritas a essas localidades se espalhassem para outras regiões e, consequentemente, atingissem outros segmentos da sociedade paulistana.

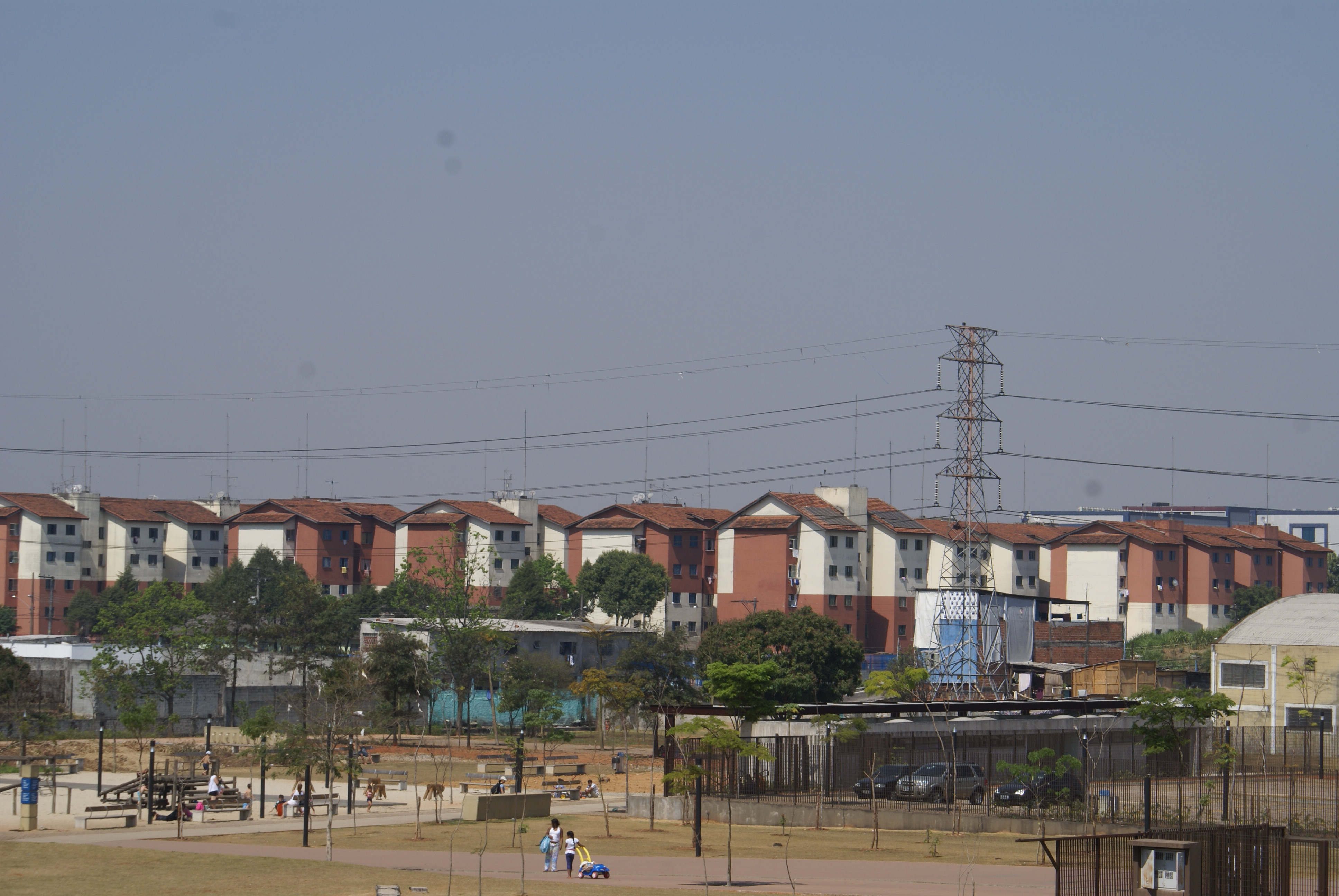
Para reduzir o problema da habitação a prefeitura construiu moradias populares, como o Cingapura.
A foto mostra o primeiro Cingapura da cidade localizado no bairro do Carandiru, ao lado da extinta Favela Zaki Narchi.

Tal preocupação motivou as primeiras ações no campo do higienismo e do sanitarismo, em que se recomendava a demolição de cortiços e construção de habitações fora do perímetro urbano. Não houve preocupação, entretanto, com o estabelecimento de políticas públicas que atendessem a esse segmento da sociedade. Refletindo a complexa "teia" de relações entre os interesses públicos e privados que permeiam a história da ocupação do espaço urbano de São Paulo, as autoridades delegavam à iniciativa privada as providências relacionadas à ocupação do território, ao mesmo tempo em que manifestavam a intenção de "segregar" a população que habitava essas submoradias, contentando-se em afastá-la do centro da cidade, sem atacar o problema do déficit habitacional.
Esse modo de agir do poder público permaneceria substancialmente inalterado durante a maior parte do século XX. Com a explosão demográfica da cidade, o problema das moradias precárias passou a atingir camadas sociais cada vez maiores da população, criando ao redor dos bairros centrais mais bem "planejados" um grande anel de bairros periféricos, de traçado irregular e desconexo, entremeados por espaços vazios e ocupados, frequentemente formados por casas "auto-construídas", com grandes concentrações de pobreza e desprovidos ou insuficientemente providos de serviços de infra-estrutura e equipamentos públicos. É sobretudo nessas regiões que se concentram hoje as favelas da cidade de São Paulo, que começam a surgir em meados do século XX.

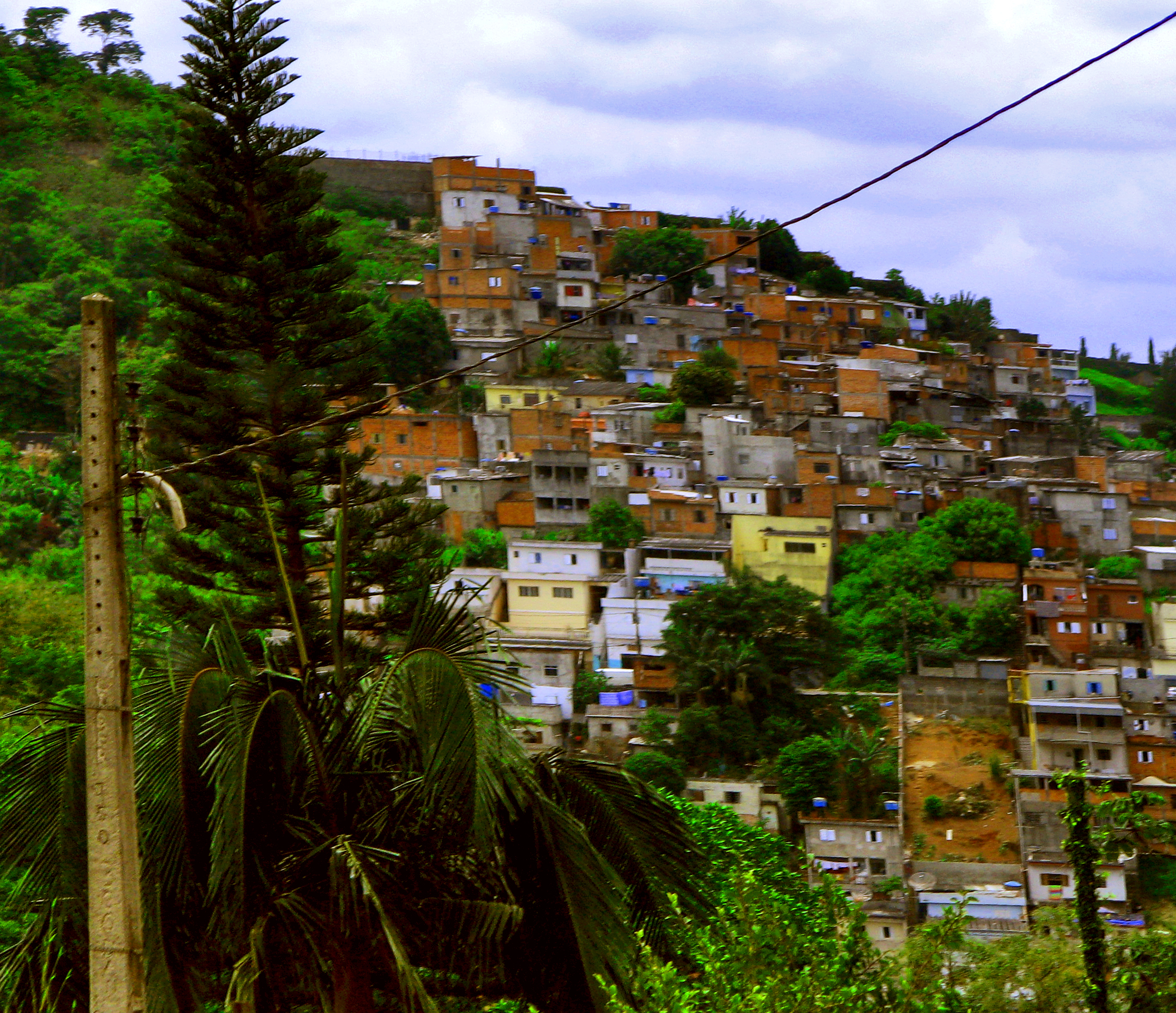
Estima-se que 115 mil pessoas vivem em áreas de alto risco na cidade.
Na foto vemos a ocupação periférica irregular próxima à Serra da Cantareira, Zona Norte.

As primeiras favelas paulistanas datam da década de 1940. Pesquisas elaboradas pela Divisão de Estatística e Documentação da Prefeitura de São Paulo nessa época enumeram informações sobre as favelas e favelados estabelecidos na Mooca (favela do Oratório), Ibirapuera, Barra Funda (favela Ordem e Progresso) e Vila Prudente (esta última ainda existente). Nas décadas seguintes, com o enorme fluxo de migrantes vindos de outras regiões do país, sobretudo do Nordeste, o processo de favelização aumentaria exponencialmente. Moradores carentes passaram a ocupar terrenos vazios e devolutos, encostas de morros e áreas protegidas, como os mananciais. Em 1957, estimava-se em 50.000 o número de favelados em São Paulo, ocupando 8.488 barracos em 141 núcleos de submoradias. Uma nova quantificação feita em 1962, com base em informações fornecidas pelo Movimento Universitário de Desfavelamento (MUD), apontava que este número já havia se elevado para 150.000 pessoas.
A partir da década de 1970, o fenômeno da favelização passa a se desenvolver em larga escala e mantém até hoje uma trajetória crescente. Em 1973, a prefeitura cria o Cadastro de Favelas, vinculado à Secretaria do Bem Estar Social. Um censo realizado entre 1973 e 1974 apontava para uma população favelada consideravelmente inferior ao estimado pelo Movimento Universitário de Desfavelamento. Segundo essa metodologia, a população favelada da cidade no período somava quase 72.000 habitantes (1,1% da população total), vivendo em 14.500 barracos distribuídos por 525 favelas. Em comparação com o levantamento realizado em 1957, o censo de 1973/1974 indicava uma diminuição no tamanho médio das favelas, de 60 para 30 barracos, caracterizando uma tipologia de pequenas favelas espalhadas pela mancha urbana, bastante diversa da tipologia das favelas cariocas, onde a topografia e configuração da propriedade fundiária permitiram a formação dos aglomerados de favelas ("complexos").
Em estudo de 2009, verificou-se que o número de favelas parou de crescer e tem experimentando um decréscimo, embora a população das favelas ainda esteja crescendo.